# Jules Pelouze
Pour les articles homonymes, voir Pelouze.
Théophile-Jules Pelouze, né à Valognes le 26 février 1807 et mort à Bellevue le 31 mai 1867, est un chimiste français. Ses recherches de chimie analytique touchent des sujets très variés, allant de l'analyse du sucre de betterave à l'invention du papier nitré, un précurseur de la nitroglycérine.

## Biographie
Son père, Edmond Pelouze, après avoir dirigé plusieurs établissements industriels et été attaché à la manufacture de Saint-Gobain, dirigeait une fabrique de porcelaine à Valognes et fut l’auteur de divers ouvrages techniques,,. 
Placé dans une pharmacie à La Fère, pour y faire son apprentissage, Théophile-Jules Pelouze en sortit plus tard, suivant les conseils de Vauquelin, qui portait un vif intérêt à son père. Vauquelin ayant interrogé le jeune Pelouze lors d’un voyage à Paris, sur ses études, il ne fut pas satisfait des connaissances pharmaceutiques qui lui étaient données et le recommanda à  A. Chevallier chez qui se livra à l’étude avec zèle et sagacité, la pharmacie pratique était plutôt pour lui un délassement qu’un travail.
C’est dans l’officine de la place du Pont-Saint-Michel de Chevallier que Pelouze fit la connaissance de Lassaigne, qui, ayant reconnu son aptitude, le présenta à Gay-Lussac, qui le plaça comme assistant dans le laboratoire de Wilson, où il resta deux ans. Son caractère, son amour du travail et sa capacité y conquirent la bienveillance de Gay-Lussac, qui le traitait en ami plutôt qu’en élève.
Après être resté deux ans dans le laboratoire de Wilson, dirigé par Gay-Lussac et Lassaigne, Pelouze quitta ce laboratoire et, revenant à ses études premières, il se présenta, en 1829, au concours des hôpitaux de Paris pour l’internat en pharmacie, fut reçu et fit une partie de son internat à la Salpêtrière.
Pelouze, quoique ayant des devoirs à remplir comme interne, se livrait à son étude favorite, l’étude pratique de la chimie ; mais sa santé le força de donner sa démission d’interne. Il se borna alors à suivre les travaux du laboratoire de son maître. Là, de concert avec Gay-Lussac, furent faites de nombreuses expériences sur les essais d’or et d’argent, sur l’alcalimétrie, sur la chlorométrie, etc.
En 1830, Pelouze fut nommé à Lille professeur à la chaire municipale de chimie appliquée aux arts industriels, comme suppléant de Frédéric Kuhlmann. Cette chaire et son laboratoire, rue du Lombard (Lille), étaient soutenues par la Société des sciences, de l'agriculture et des arts de Lille dont il devint membre ; cette chaire deviendra ultérieurement l'École des arts industriels et des mines (École centrale de Lille). Pelouze s’y occupa particulièrement de recherches sur le sucre de la betterave, sur sa production, sur sa pureté et montra qu'elle ne contient pas de glucose. Il démontra l'identité entre le sucre indigène et le sucre de canne.
De retour à Paris, il fut nommé répétiteur de chimie à l’École polytechnique et où il succéda ensuite à Gay-Lussac comme professeur. Comme répétiteur à l’École polytechnique, il fut le collègue de Dumas, auquel il avait voué l’amitié la plus vive et la plus sincère. Nobel fut son étudiant pendant un an.
Il enseigna ensuite au Collège de France. Pelouze s’était attiré l’estime et l’amitié des chimistes les plus distingués de l’époque, dont Berzelius et Justus von Liebig avec qui il collabora sur divers projets.
En 1837, Pelouze fut nommé membre de l’Institut, en remplacement de Deyeux. À cette époque, il suppléait le baron Thénard au Collège de France, où il occupa la chaire de chimie minérale de 1845 à 1850, et remplaçait momentanément Dumas à l’École polytechnique.
Nommé en 1833, à la suite du concours, essayeur à la Monnaie, il devint vérificateur des essais, et, en 1848, président de la commission des monnaies. Il a publié, avec son assistant Edmond Frémy, le Traité de chimie générale (1854-1857) abrégé en Cours de chimie générale (1848-1849).

## Études chimiques et recherches
Il serait difficile d’énumérer tous les travaux de Pelouze, qui sont immenses. Le premier de ceux-ci, qui a pour sujet le solanum dulcamara, est signé Jules Pelouze, élève en pharmacie, se trouve dans le Bulletin des sciences médicales, publié par Férussac, t. VI, p. 175. Il est guidé dans ses premiers pas de chercheur par Antoine Boutron Charlard (qui lui-même avait fait ses armes auprès de Pierre Robiquet, le grand chimiste analyste) qui l'associe à une étude sur l'asparamide et l'acide asparamique (publiée en 1833). Ses travaux les plus importants se trouvent dans diverses publications scientifiques, tels sont ses travaux sur l’acide nitrosulfurique et les nitrosulfates, sur la glycérine, sur la fabrication du platine, sur l’acide hypurique, sur les produits de la décomposition du cyanogène dans l’eau, sur la déshydratation des citrates et sur la constitution de l’acide citrique, sur une nouvelle combinaison du cyanogène et du fer, sur les corps gras, sur la décomposition des substances organiques par la baryte (avec Millon), sur des huiles essentielles, sur l’émétique arseniqué, l’urée, l’allantoïne, sur les sucres de la betterave et du maïs, sur l’acide hyperchloreux, sur l’acide butyrique, sur l’acide lactique, sur un nouveau mode de dosage du cuivre, sur la fabrication des amorces fulminantes, sur la composition de la pyrorylinc sur le tannin, etc. Il a découvert les nitriles, qui sont caractérisés par une fonction cyano : -C≡N. Il a développé le papier nitré comme explosif, un précurseur de la nitroglycérine. Il a déterminé avec très grande précision le poids atomique de plusieurs éléments.
En 1837, Pelouze est élu membre l’Académie des sciences et il est reçu à l’Académie de Rouen le 26 juin 1840. Pelouze était commandeur de la Légion d’honneur, de l’ordre du Christ du Portugal ; il appartenait à un très grand nombre d’Académies et de Sociétés scientifiques françaises et étrangères. Il fut nommé, en 1849, membre du Conseil municipal, où il a siégé jusqu’à son décès.
Ami de la jeunesse studieuse, Pelouze avait fondé, en 1846, un laboratoire-école, et, malgré ses nombreuses occupations, il donnait ses moments de loisir à la direction de cette importante création.
Pelouze n’avait que soixante ans lorsqu’il est mort, mort dont on a dit qu’elle avait été avancée par le chagrin qu’il éprouva de la perte de sa compagne. Très peu de temps avant sa mort, il s’était fait transporter dans une maison qu’il avait louée à Bellevue au naturaliste Dupont, qu’il avait souvent vu lorsqu’il était élève en pharmacie.

## Publications
- Mémoire sur les produits de la distillation des acides malique, tartrique et paratartrique, suivi de considérations générales sur les acides pyrogénés, Paris, A. Saintin, 1836 (lire en ligne)
- Mémoire sur le tannin et les acides gallique, pyro-gallique, ellagique et méta-gallique, Paris, A. Saintin, 1836 (lire en ligne)
- Traité méthodique de la fabrication du coke et du charbon de tourbe, Paris, Librairie de Maison, 1842
- Cours de chimie générale, Paris, Vve Masson, 1848
- Traité de chimie générale, t. 1, Paris, Vve Masson, 1854, Texte en ligne disponible sur LillOnum
- Traité de chimie générale, t. 2, Paris, Vve Masson, 1854, Texte en ligne disponible sur LillOnum
- Traité de chimie générale, t. 3, Paris, Vve Masson, 1854, Texte en ligne disponible sur LillOnum
- Traité de chimie générale, t. 4, Paris, Vve Masson, 1855, Texte en ligne disponible sur LillOnum
- Traité de chimie générale, t. 5, Paris, Vve Masson, 1856, Texte en ligne disponible sur LillOnum
- Traité de chimie générale, t. 6, Paris, Vve Masson, 1857, Texte en ligne disponible sur LillOnum
- Traité de chimie, générale, analytique, Paris, Librairie Victor Masson, 1860
- Recherches sur les eaux minérales des Pyrénées, Paris, Baillière, 1848
- Mémoire sur les produits de la distillation des acides malique, tartrique et paratartrique, suivi de considérations générales sur les acides pyrogénés, page 287 des Annales de chimie et Physique - tome 56, sous la direction de MM. Gay Lussac et Arago, 1834 ; ré-édité à Paris, Saintin, 1836
- Recherches expérimentales sur la végétation. Rôle des nitrates dans l’économie des plantes. Procédés nouveaux pour doser l’azote des nitrates, en présence de matières organiques, Paris, Mallet-Bachelier, 1856
- Antoine-François Boutron-Charlard et Théophile-Jules. Pelouze, Memoire sur l'asparamide et l'acide asparamique, Paris, éditeur Mme Veuve Thuau, 1833, 24 p.

## Hommages
- Il fait partie des soixante-douze savants dont le nom est inscrit sur la Tour Eiffel.

## Distinction
- Chevalier de la Légion d'honneur, le 29 avril 1838 ;
- Commandeur de la Légion d'honneur, le 3 mai 1854[5].